# 拉伯瑙 (黑森州)
拉伯瑙（德語：Rabenau，發音：[ˈʁaːbənaʊ] ⓘ）是德国黑森州吉森行政区吉森县的市镇，面积43.4平方千米，2023年12月31日人口为5,157人。